# Agence nouvelle des solidarités actives
Pour les articles homonymes, voir ANSA.
 (août 2014).
Si vous disposez d'ouvrages ou d'articles de référence ou si vous connaissez des sites web de qualité traitant du thème abordé ici, merci de compléter l'article en donnant les références utiles à sa vérifiabilité et en les liant à la section « Notes et références ».
L'Agence nouvelle des solidarités actives (ANSA) est une association à but non lucratif créée en janvier 2006 pour concevoir, expérimenter et mettre en œuvre des projets d’innovation sociale.

## Présentation

### Historique
Association sans but lucratif, l’Agence nouvelle des solidarités actives (ANSA) a été fondée en janvier 2006 par Martin Hirsch, alors président d’Emmaüs France, et Benoît Genuini, ancien président d’Accenture en France.
Plusieurs facteurs ont été à l’origine du développement de l’association, parmi lesquels l’inscription du droit à l’expérimentation dans la Constitution (2003) et la décentralisation de la gestion du RMI vers les départements. Cela fait suite, également, au rapport public « Au possible, nous sommes tenus. La nouvelle équation sociale » (rapport Hirsch) publié en avril 2005 par la commission « Familles, vulnérabilité, pauvreté » qu'il présidait. Constatant l’émergence d’une nouvelle forme de précarité (notamment la proportion croissante de travailleurs pauvres), ce rapport a énoncé plusieurs propositions, dont la création d’un revenu de solidarité active (RSA), et insisté sur la nécessité de trouver de nouvelles approches et solutions afin de freiner la montée de la pauvreté et de l’exclusion sociale. L'ANSA est chargée d'expérimenter ces innovations sociales, à commencer par le RSA qui vise 1,7 million de personnes en France.
Parmi les membres fondateurs, on trouve aussi plusieurs personnes ayant été impliquées dans les travaux de cette commission, comme Éric Maurin ou Laurent Wauquiez. Martin Hirsch a expliqué la création de cette association comme une réaction aux lenteurs de la mise en œuvre des propositions du rapport.
Confrontées à ces nouvelles problématiques, les collectivités locales (notamment, les conseils généraux) ont ainsi fait appel à l'assistance de l'ANSA afin de construire des partenariats et de lancer des actions expérimentales et innovantes de lutte contre la pauvreté adaptées aux caractéristiques locales. L'association a lancé, dès sa création, plusieurs programmes dans le cadre de conventions avec des collectivités territoriales françaises, notamment le conseil général de l'Eure, la ville de Grenoble ou la ville de Paris. Par la suite, elle a également mis en œuvre l'expérimentation du revenu de solidarité active au sein de 25 départements français avant sa généralisation le 1er juin 2009 et travaille aujourd'hui sur de nouveaux programmes tels que le microcrédit social, l'insertion par les technologies de l'information et de la communication ou les politiques européennes à destination des sans-abris.

### Missions et objectifs
L'Agence nouvelle des solidarités actives a pour objet principal la lutte contre la pauvreté et l'exclusion sociale en mettant en œuvre des expérimentations sociales qui permettent d'évaluer l'efficacité d'une innovation avant sa généralisation. Cette pratique fonde l'originalité de l'association qui se distingue également par la mobilisation des usagers dans la coconstruction des dispositifs qui les concernent. 
Les missions de l'agence s'articule principalement autour de trois axes : 
1. L'expérimentation sociale : l’objectif est de développer de nouvelles démarches innovantes afin d’améliorer les dispositifs et d’élaborer des solutions durables adaptés aux contextes locaux. Les projets ainsi élaborés sont évalués et construits en collaboration avec différents acteurs et partenaires de l’association (des chercheurs, des évaluateurs et les « territoires pilotes » des projets) ;
2. L’accompagnement : depuis sa création en 2006, l’ANSA a accompagné plusieurs dizaines de Départements, des Villes, des Régions dans la mise en œuvre de politiques sociales. L’association a également assisté l’État dans le déploiement de certaines de ses réformes et étend désormais ses actions à l’échelle européenne ;
3. L’animation : en lien avec de nombreux partenaires, l’ANSA veille à décloisonner les organisations et animer des événements en vue de mutualiser les expériences et les savoir-faire (événements organisés : Assises de l’insertion, Assises du logement d'abord, etc.). Afin de diffuser les connaissances et permettre aux individus de connaître leurs droits, l’association est enfin à l’origine de diverses publications, contributions, rapports, études ainsi que de quelques ouvrages.

### Partenaires
L'Agence nouvelle des solidarités actives s'appuie sur de nombreux partenaires pour se développer et mener à bien ses missions : l'État, les organismes publics, les collectivités territoriales, les entreprises et leurs fondations.
Ces dernières occupent un rôle central dans la mesure où l'association veille à rapprocher le monde économique du secteur social. 

## Métiers
L'Agence nouvelle des solidarités actives (Ansa) a élargi son champ d'intervention depuis sa création. Ses activités se déploient ainsi à l'échelle locale, nationale et européenne. 

### Stratégies et politiques territoriales d'insertion
La loi du 1er décembre 2008 généralisant le revenu de solidarité active institue parallèlement une refondation de la politique départementale d’insertion. Ainsi, si le rôle de chef de file en matière d’action sociale et de politique d’insertion du Conseil général est réaffirmé, celui-ci est invité à s’inscrire dans une démarche coopérative et de coordination avec ses nombreux partenaires qui interviennent à l’échelon local (acteurs institutionnels, associations, entreprises, usagers).
Le Conseil général adopte un programme départemental d’insertion (PDI) afin de définir la politique départementale d’accompagnement social et professionnel puis conclut, avec les différentes parties prenantes, un pacte territorial d’insertion (PTI) afin de mettre en œuvre les actions définis dans le PDI. Dans ce cadre, l’ANSA accompagne depuis 2009 de nombreux départements dans l’élaboration de leurs politiques territoriales d’insertion : l’association réalise des diagnostics socio-économiques, propose des actions et intervient dans la rédaction des documents (PDI et PTI). 

### Minimas sociaux (RSA,AAH, etc.)
L'Agence nouvelle des solidarités actives (ANSA) a étroitement été associée à la mise en œuvre du Revenu de solidarité active et à l'extension, sur l'ensemble du territoire hexagonal, de ce projet d'expérimentation entre 2006 et 2008.
L'association a ainsi accompagné 33 départements et collectivités d'Outre-mer dans la mise en place du RSA et été associée à l'État lors des travaux sur les modalités d'application de ce dispositif. Point de jonction entre le niveau local et national, l'ANSA agit au plus près des usagers et s'appuie sur le travail de ses acteurs de terrain afin d'enrichir la réflexion portée au plus haut niveau de l'État (Comité national d'évaluation, plan de simplification du RSA). 
L'accompagnement des départements s'effectue dans le cadre d'une démarche de coconstruction qui implique l'ensemble des acteurs concernés par la réforme (partenaires institutionnels, associations, entreprises, usagers). La loi sur le RSA insiste effectivement sur la participation des usagers à l'élaboration et l'amélioration des dispositifs qui les concernent.

### Logement, hébergement et sans abrisme
Depuis 2010, l’Agence nouvelle des solidarités actives est engagée dans la lutte contre le mal-logement et le sans-abrisme qui frappe une part croissante de la population. À l’heure actuelle, 14 % des ménages sont effectivement non ou très mal-logées, soit 3,6 millions de personnes. Malgré la mise en œuvre du droit au logement opposable (DALO), de nombreuses demandes de logement social se heurtent à la saturation du parc social. À ces difficultés s’ajoutent les problématiques liées à la précarité énergétique, source de surendettement pour les personnes en situation de précarité.
Face à ce constat, l’ANSA participe à des expérimentations nationales et européennes qui mettent en relation les services de l’État et de nombreux opérateurs associatifs.

### Emploi, formation et insertion professionnelle
L’action de l’ANSA pour favoriser l’accès à l’emploi et à la formation professionnelle vise à rapprocher et mettre en relation les publics en insertion et le monde de l’entreprise. La construction de réseaux de tutorat (parrainage des personnes en insertion par des personnes en emploi), le développement des clauses d’insertion dans les marchés publics et le déploiement des contrats aidés sont les principales actions que cherche à mettre en œuvre l’association afin de réorienter les publics les plus fragiles et les moins expérimentés vers la voie professionnelle.
La démarche de l’ANSA s’inscrit de fait dans une politique plus large d’insertion par l’activité économique. Il s’agit effectivement de répondre aux enjeux posés par le RSA, mis en place pour inciter au retour à l’emploi.

### Aide sociale et inclusion financière
La crise économique et sociale a généré une recrudescence des impayés et des situations de surendettement, augmentant sensiblement le nombre de foyers en situation de précarité. L’accroissement des demandes d’aides locales, octroyées par les collectivités territoriales, associations et établissements publics est un indicateur du contexte socio-économique actuel. Ces formes d’intervention sont cependant amenées à évoluer du fait, entre autres, de la mise en œuvre du RSA qui suppose une adaptation des modalités d’attribution des aides (substitution d’une logique de statut par une logique de revenus pondérés par la composition familiale). 
La multiplicité et la complexité des dispositifs d’aides a conduit l’ANSA à associer l’ensemble des partenaires institutionnels et associatifs afin d’assurer une meilleure coordination entre acteurs. L’association appuie également les collectivités territoriales afin de détecter la nature des problèmes de fonds des usagers et d’enclencher les actions les plus adaptées. Outre les aides « classiques », l’ANSA privilégie de nombreux autres outils (microcrédit personnel, dossier de surendettement, accompagnement budgétaire) afin de répondre aux sollicitations des personnes dans le besoin.

### Numérique et insertion
Le programme « Le numérique pour tous, TIC’Actives » mené par l’ANSA depuis 2007 développe des projets d’inclusion numérique qui visent à la fois l’accessibilité (équipement) et la formation. Inégalités sociales et inégalités numériques étant étroitement liées, il n’est effectivement pas possible d’agir sur l’une de ses composantes sans tenir compte de la seconde. De fait, l’Agence nouvelle des solidarités actives intervient afin que des tarifs sociaux adaptés aux personnes les plus défavorisées voient le jour et agit parallèlement pour favoriser l’appropriation des outils numériques par tous.

## Publications

### Contributions
- Micro-crédit social : diagnostic et perspectives de développement, mars 2008
- Grenelle de l’insertion. Comment simplifier et rendre plus efficace la gouvernance des politiques d’insertion ? Quel rôle confier aux différents acteurs et quel pilote désigner ?, avril 2008
- Grenelle de l’insertion. Les personnes détenues, trop souvent « oubliées » de l’insertion, avril 2008
- Grenelle de l’insertion. Les entreprises classiques et l’insertion, mai 2008
- Grenelle de l’insertion. L’accueil des publics et la définition du projet d’insertion, mai 2008
- Livre vert sur le rSa. Le rSa doit-il être versé sur la base d’une déclaration mensuelle ou d’une déclaration trimestrielle de ressources ?, mai 2008
- L’accès au Revenu de solidarité active. Étude sur l’accès au RSA des bénéficiaires de l’ASS et de l’ARE, juin 2008
- Généraliser le Revenu de solidarité active et le Contrat unique d’insertion. Bonnes pratiques et recommandations, octobre 2008
- Centres de santé de la ville de Grenoble. Synthèse des travaux conduits avec l’Agence nouvelle des solidarités actives, décembre 2008
- Aides locales facultatives (territoires d’Elbeuf, Seine-Maritime). Recensement, analyse et impact au regard du déploiement du revenu de solidarité active, janvier 2009
- Insertion professionnelle et entreprises. Vers une meilleure articulation des logiques socio-économiques et une coopération renforcée entre acteurs publics et privés. Thèse professionnelle du Master Management et développement d'HEC, réalisée dans le cadre d'un travail de terrain et de recherche au sein de l'ANSA, janvier 2009
- Document d’appui à la mise en place des équipes pluridisciplinaires, avril 2009
- Du pacte territorial pour l’insertion aux pratiques de terrain : enjeux et méthodes, janvier 2011
- Faciliter les démarches et l’accès aux droits des bénéficiaires du RSA : analyse de pratiques et recommandations pour la mise en œuvre de plateformes RSA, mai 2011
- L’aide personnalisée de retour à l’emploi (APRE) déconcentrée : premiers bilans et analyse de pratiques locales, juin 2011

### Études
- Aides sociales : enjeux et pratiques locales, ANSA & Groupe Chèque Déjeuner, octobre 2010
- Espaces publics numériques et politiques de la ville. Propositions pour mieux travailler ensemble au service des habitants des quartiers, ANSA & Comité interministériel des villes, septembre 2011

### Ouvrages
- 50 droits contre l'exclusion, éditions Dalloz, juin 2009
- Code des droits contre l’exclusion, éditions Dalloz, novembre 2010